# La Rivière-de-Corps
La Rivière-de-Corps är en kommun i departementet Aube i regionen Grand Est (tidigare regionen Champagne-Ardenne) i nordöstra Frankrike. Kommunen ligger  i kantonen Sainte-Savine som ligger i arrondissementet Troyes. År 2022 hade La Rivière-de-Corps 3 681 invånare.

## Befolkningsutveckling
Antalet invånare i kommunen La Rivière-de-Corps
Referens: INSEE